# Mythos (броварня)
Mythos (Мифос, від грец. Μύθος — «Міф») — підприємство харчової промисловості Греції, зайняте виробництвом та реалізацією пива. Друге за обсягами виробництва пивоварне підприємство країни. Належить одному з лідерів світового ринку пива — данській корпорації Carlsberg Group.
Продукція компанії реалізується на внутрішньому ринку, а також експортується до низки європейських країн, США, Канади та Австралії. Компанія виступає імпортером та дистрибутором на ринку Греції пива виробництва інших міжнародних підрозділів Carlsberg Group.

## Історія
Компанія веде свою історію від 1968 року, коли німецька броварня Henninger Brau створила у Греції дочірнє підприємство Henninger Hellas S.A. Протягом наступних десятирічь підприємство декілька разів змінювало власників, однак незмінно випускало виключно пиво іноземних торговельних марок. Запуск першої внутрішньої пивної торговельної марки Mythos відбувся 1997 року, а за три роки, у 2000 компанія змінила власну назву відповідно до назви свого першого по-справжньому грецького пивного продукту.
Протягом 2002—2006 років тривав процес придбання компанії Mythos однією з провідних британських пивоварених корпорацій Scottish & Newcastle (S&N), яка врешті-решт довела свою частку власності у грецькій броварні до 100 %.
2008 року провідні гравці світового пивного ринку нідерландська Heineken та данська Carlsberg Group спільними зусиллями придбали корпарацію S&N та розділили між собої її активи. Броварня Mythos відійшла у власність Carlsberg Group.

## Асортимент продукції

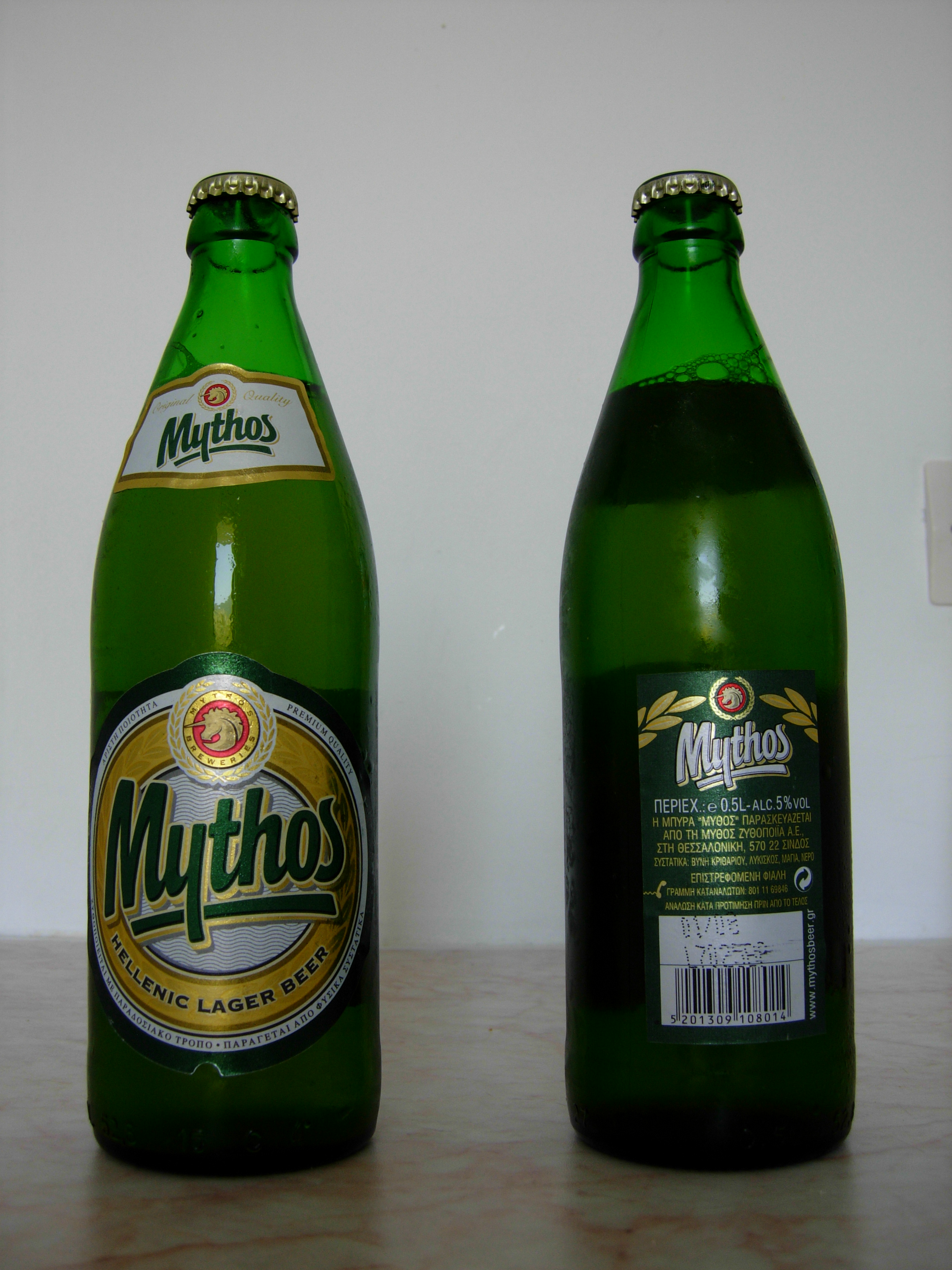
Пляшки Mythos Lager

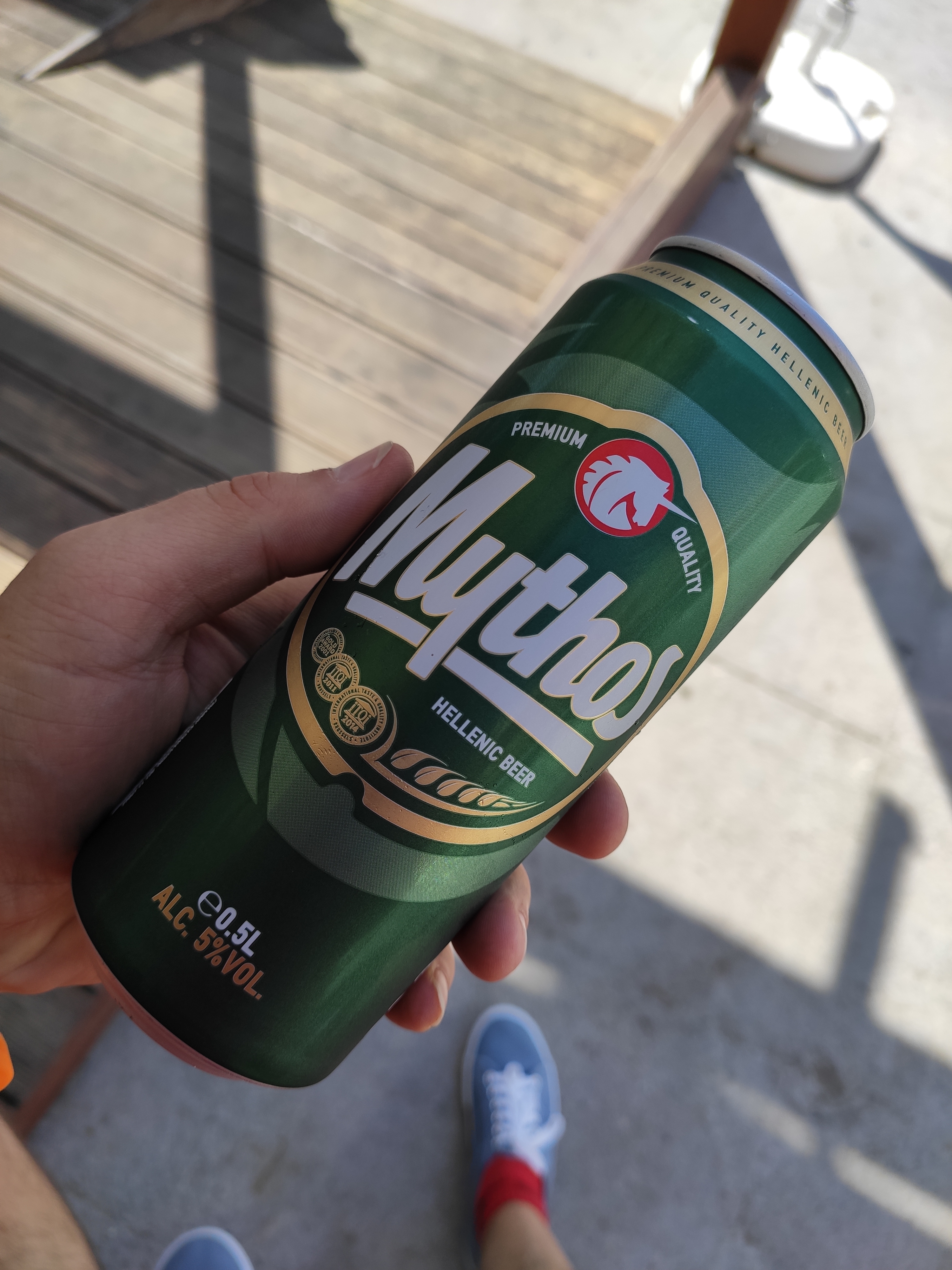
Банка Mythos

Компанія виробляє наступні сорти пива:
- Mythos Lager — Алк.: 4,7 %. Основний пивний бренд компанії, випускається з 1997 року.
- Mythos Red — Алк.: 5,5 %. Випускається з 2007 року.
- Golden Lager — Алк.: 5,0 %.
- Henninger Lager — Алк.: 5,0 %.
- Kaiser Pilsner — Алк.: 5,0 %.

Крім цього компанія займається імпортом та дистрибуцією на грецькому ринку імпортного пива, здебільшого виробленого підприємствами Carlsberg Group в інших країнах: Carlsberg Pilsner (Сербія), Kronenbourg 1664 (Франція), Grimbergen (3 сорти, Бельгія), Guinness та Kilkenny (Ірландія).